# أوليفر هيربر
أوليفر هيربر (بالألمانية: Oliver Herber)‏ (9 سبتمبر 1981 ببورنا في ألمانيا - ) هو لاعب كرة قدم ألماني في مركز حراسة المرمى. لعب مع دينامو دريسدن وSV Babelsberg 03 ‏ وFüchse Berlin Reinickendorf ‏ وHertha BSC II ‏.

## روابط خارجية
- أوليفر هيربر على موقع قاعدة بيانات كرة القدم.إي يو (الإنجليزية)
- أوليفر هيربر على موقع بيانات كرة القدم. دي إي (الألمانية)
- أوليفر هيربر على موقع عالم كرة القدم.نت (الإنجليزية)